# No Alternative
No Alternative är en samlingsskiva släppt i december 1993 till förmån för att stödja AIDS-organisationer världen runt. Albumet är utgivet av Red Hot Organization och artister som är med kan nämnas bland andra Buffalo Tom, Soul Asylum, Nirvana, The Smashing Pumpkins, Goo Goo Dolls och Soundgarden. Skivan släpptes i två olika versioner; standardversionen med en pojke på framsidan (utan Nirvanas låt med på låtlistan), och den andra versionen med en flicka på omslaget (denna med Nirvanas bidrag med på låtlistan). Samtliga låtar är exklusiva för albumet.

## Låtlista
1. Matthew Sweet - Superdeformed
2. Buffalo Tom - For All To See
3. Soul Asylum - Sexual Healing
4. Urge Overkill - Take A Walk
5. American Music Club - All Your Jeans Were Too Tight
6. Goo Goo Dolls - Bitch
7. Pavement - Unseen Power Of The Picket Fence
8. The Smashing Pumpkins - Glynis
9. Bob Mould - Can't Fight It
10. Sarah Mclachlan - Hold On
11. Soundgarden - Show Me
12. Barbara Manning - Joed Out
13. The Vaerlaines - Heavy 33
14. Uncle Tupelo - Effigy
15. Beastie Boys - It's The New Style
16. The Breeders - Iris
17. Patti Smith - Memorial Tribute